# T-Pain
T-Pain (Tallahassee Pain) 1985. szeptember 30, eredeti neve: Faheem Najm kétszeres Grammy-díjas amerikai hiphop és R&B énekes.

## Élete
Szülei Afrikából származó muszlimok. Már korán, 10 éves korában elkezdett zenélni, szintetizátorozott.
Később Akon-nal ismerkedett meg, aki abban az időben alapította meg a saját lemezkiadóját, a Konvict Muzik-ok. Első kislemeze I'm Sprung címmel 2005 augusztusában jelent meg. Első nagylemeze Rappa Ternt Sanga címmel 2005. december 6-án jelent meg, amiből összesen több mint 500 000 darabot adtak el. A második kislemeze I'm N Luv (Wit A Stripper) 2006 elején jelent meg. Az eredeti verziót Mike Jones-szal, a remixet Twistával, Pimp C-vel, Paul Wall-lal, R. Kelly-vel, MJG-vel és Too $horttal énekli.
Új albuma Epiphany címmel jelent meg 2007. június 5-én. Első kislemeze erről az albumról 2007. február 20-án jelent meg Buy U a Drank (Shawty Snappin') címmel. Második kislemeze erről az albumról Bartender címmel 2007 áprilisában jelent meg.

## Diszkográfia

### Stúdióalbumok
| Album cím         | Részletek |
| ----------------- | --- |
| Rappa Ternt Sanga | - Megjelent: 2005. december 6. - Kiadó: Konvict, Jive, Zomba - Slágerlista helyezés: #33 Billboard 200 - U.S. eladások: 800 000+ darab - RIAA: Arany            |
| Epiphany          | - Megjelent: 2007. június 5. - Kiadó: Nappy Boy, Konvict, Jive, Zomba - Slágerlista helyezés: #1 Billboard 200 - U.S. eladások: 401 000+ darab - RIAA: Arany    |
| Three Ringz       | - Megjelent: 2008. november 11. - Kiadó: Nappy Boy, Konvict, Jive, Zomba - Slágerlista helyezés: #4 Billboard 200 - U.S. eladások: 700 000+ darab - RIAA: Arany |
| Revolver          | - Megjelent: 2011. december 6. - Slágerlista helyezés: #28 Billboard 200 - U.S. eladások: 110 000+ darab - Kiadó: Nappy Boy, Konvict, RCA                       |
| Oblivion          | - Megjelent: 2008. november 11. - Slágerlista helyezés: #155 Billboard 200 - Kiadó: Nappy Boy, Konvict, RCA                                                     |
| 1UP               | - Megjelent: 2017. november 17. - Slágerlista helyezés: #115 Billboard 200 - Kiadó: Nappy Boy, Cinematic                                                        |

### Kislemezek
| Év   | Cím                                                         | U.S. Hot 100 | U.S. R&B | Album                                         |
| ---- | ----------------------------------------------------------- | ------------ | -------- | --------------------------------------------- |
| 2005 | I'm Sprung                                                  | 8            | 9        | Rappa Ternt Sanga                             |
| 2005 | I'm N Luv (Wit A Stripper) (Mike Jones közreműködésével)    | 5            | 10       | Rappa Ternt Sanga                             |
| 2007 | Buy U a Drank (Shawty Snappin') (Yung Joc közreműködésével) | 1            | 1        | Epiphany                                      |
| 2007 | Bartender (Akon közreműködésével)                           | 8            | 15       | Epiphany                                      |
| 2007 | Church                                                      | —            | —        | Epiphany                                      |
| 2008 | Can't Believe It (Lil Wayne közreműködésével)               | 7            | 2        | Three Ringz                                   |
| 2008 | Chopped 'n' Skrewed (Ludacris közreműködésével)             | 27           | 3        | Three Ringz                                   |
| 2008 | Freeze (Chris Brown közreműködésével)                       | 38           | 39       | Three Ringz                                   |
| 2011 | Best Love Song (Chris Brown közreműködésével)               | 33           | —        | Revolver                                      |
| 2011 | 5 O'Clock (Wiz Khalifa és Lily Allen közreműködésével)      | 10           | 9        | Revolver                                      |
| 2012 | Turn All the Lights On (Ne-Yo közreműködésével)             | 113          | —        | Revolver                                      |
| 2013 | Up Down (Do This All Day) (B.o.B. közreműködésével)         | 62           | 15       | T-Pain Presents Happy Hour: The Greatest Hits |
| 2014 | Drankin' Patna                                              | —            | —        | T-Pain Presents Happy Hour: The Greatest Hits |
| 2015 | Make That Shit Work (Juicy J közreműködésével)              | —            | —        | nem jelent meg albumon                        |
| 2016 | Look at Me                                                  | —            | —        | nem jelent meg albumon                        |
| 2016 | Dan Bilzerian (Lil Yachty közreműködésével)                 | —            | —        | nem jelent meg albumon                        |
| 2017 | F.B.G.M. (Young M.A. közreműködésével)                      | —            | —        | nem jelent meg albumon                        |
| 2017 | Goal Line (Blac Youngsta közreműködésével)                  | —            | —        | Oblivion                                      |
| 2017 | Textin My Ex (Tiffany Evans közreműködésével)               | —            | —        | Oblivion                                      |
| 2019 | Getcha Roll On (Tory Lanez közreműködésével)                | —            | —        | 1UP                                           |
| 2019 | Girlfriend (G-Eazy közreműködésével)                        | —            | —        | nem jelent meg albumon                        |
| 2019 | Jerry Sprunger (Tory Lanez közreműködésével)                | 44           | 20       | Chixtape 5                                    |
| 2020 | Wake Up Dead (Chris Brown közreműködésével)                 | —            | —        | Ismeretlen                                    |

## Külső hivatkozások
- Hivatalos oldal
- T-Pain a Facebookon
- T-Pain az Internet Movie Database-ben (angolul)
- T-Pain a Rotten Tomatoeson (angolul)
- T-Pain Buy U a Drank (Shawty Snappin') című száma

https://web.archive.org/web/20070928011344/http://www.videa.hu/main.php?page=play&v=wi1IGmcx36l6hvr6
- T-Pain Fan